# Сосновка (Сухиницький район)
Сосновка (рос. Сосновка) — присілок в Сухиницькому районі Калузької області Російської Федерації.
Населення становить 7 осіб. Входить до складу муніципального утворення Присілок Єрмолово.

## Історія
Від 2004 року входить до складу муніципального утворення Присілок Єрмолово

## Населення
| 2002 | 2010 |
| ---- | ---- |
| 13   | ↘7   |